# 기쿠치 다이스케
기쿠치 다이스케(일본어: 菊池 大介, 1991년 4월 12일 ~ )는 일본의 축구 선수이다.

## 구단 경력
그는 2007년부터 2022년까지 J리그의 쇼난 벨마레, 더스파 구사쓰, 우라와 레즈, 가시와 레이솔, 아비스파 후쿠오카, 도치기 SC, FC 기후에서 활동하였다.